# Família 30mm de calibres
O calibre 30 mm é um tamanho específico de munição utilizado em canhões automáticos. Essa munição inclui os cartuchos padrão da OTAN de 30×113mmB, 30×173mm (STANAG 4624), e 35x228mm, os soviéticos 30×165mm, 30x210mmB, e 37×250mm, o iugoslavo 30x192mm e o tcheco 30x210mmCz que são amplamente utilizados em todo o mundo.

## Utilização
A munição de 30 mm normalmente não é usada contra pessoal, mas sim como um antimaterial ou projétil perfurante. Rodadas desse tamanho podem ser eficazes contra veículos com blindagem leve e também contra bunkers fortificados. O 30 mm também é um calibre popular para sistemas de armas de curto alcance a bordo de navios, como o russo AK-630 e o holandês Goalkeeper CIWS.
As Forças Armadas da Federação Russa usam suas armas de 30 mm em uma variedade de veículos, incluindo aeronaves de ataque Su-25, helicópteros Mi-24, helicópteros de ataque Mi-28, helicópteros de ataque Ka-50 e o BMP-2, BMP -3, e veículos de combate de infantaria BTR-90. Os sistemas de armas antiaéreos mais modernos em uso pela Rússia são de 30 mm. Os militares dos EUA usam armas de 30 mm em seus helicópteros A-10 Thunderbolt II e AH-64 Apache. Seria usado no Veículo Expedicionário de Combate até o cancelamento do projeto.

## Tipos

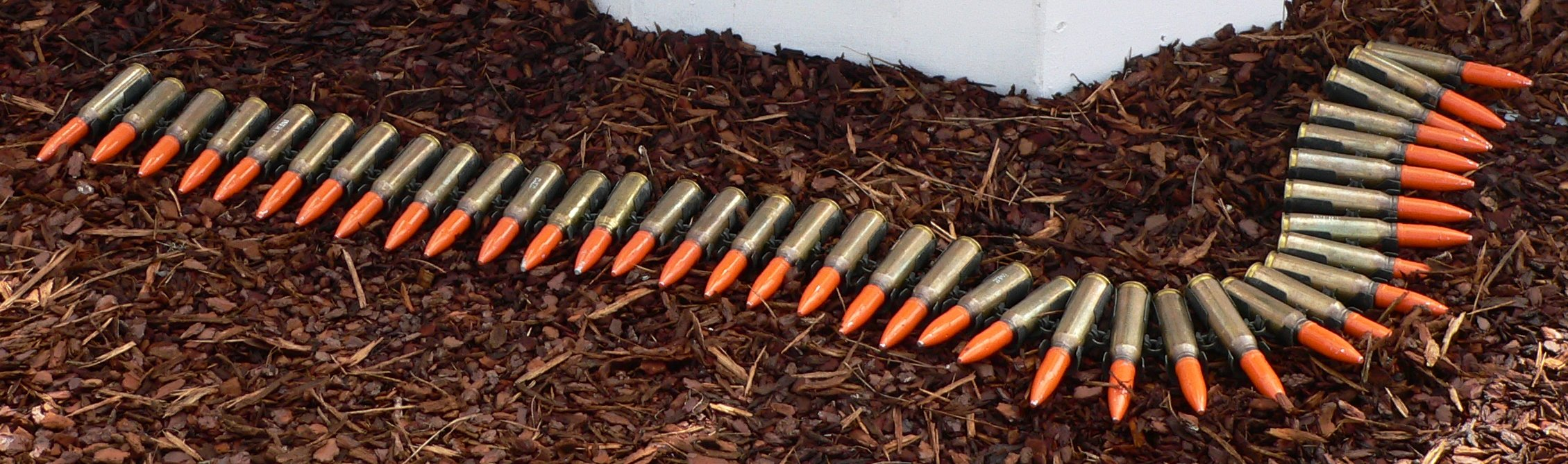
Alguns cartuchos de 30 mm.

A munição de 30 mm geralmente vem em três variedades: perfurante (AP), alto-explosivo (HE) e munição de treinamento. Cartuchos perfurantes e altamente explosivos geralmente também possuem características incendiárias.

## Armas em 30 mm

### Históricas
| Arma   | País de origem   | Projetista                     | Cartucho  | Tipo                         | Plataformas                                                                                        |
| ------ | ---------------- | ------------------------------ | --------- | ---------------------------- | -------------------------------------------------------------------------------------------------- |
| MK 108 | Alemanha Nazista | Rheinmetall-Borsig             | 30×90RB   | Canhão metralhadora          | Messerschmitt Bf 109 G-6, Messerschmitt Bf 110 G-2, Focke-Wulf Fw 190 A-8/R2, Messerschmitt Me 262 |
| Tipo 2 | Império do Japão | Dai-Nippon Weapons Co., Ltd.   | 30×92mmRB | Canhão automático            | Mitsubishi J2M (protótipo)                                                                         |
| Ho-155 | Império do Japão | Nagoya Arsenal                 | 30×114mm  | Canhão automático            | Nakajima Ki-84-I Hei, Kawasaki Ki-102c Hei                                                         |
| Tipo 5 | Império do Japão | Nihon Tokushuko                | 30×122mm  | Canhão automático            | Yokosuka P1Y, Kyushu J7W, Mitsubishi J2M (planejado)                                               |
| NR-30  | União Soviética  | A.E. Nudelman and A.A. Rikhter | 30×155mmB | Canhão automático            | MiG-19, MiG-21, Sukhoi Su-7, Sukhoi Su-17                                                          |
| MK 101 | Alemanha Nazista | Rheinmetall-Borsig             | 30×184mmB | Canhão metralhadora          | Henschel Hs 129, Heinkel He 177A-1/U2 (experimental)                                               |
| MK 103 | Alemanha Nazista | Rheinmetall-Borsig             | 30×184mmB | Canhão metralhadora elétrico | Focke-Wulf Fw 190, Flakpanzer IV Kugelblitz                                                        |

### Contemporâneas
| Carucho                | Arma               | País de origem | Projetista                                                                               | Tipo                                               | Plataformas                                                                                        |
| ---------------------- | ------------------ | -------------- | ---------------------------------------------------------------------------------------- | -------------------------------------------------- | -------------------------------------------------------------------------------------------------- |
| 30×113mmB              | M230               | Estados Unidos | Hughes                                                                                   | Canhão automático                                  | Boeing AH-64 Apache, Oshkosh M-ATV                                                                 |
| 30×113mmB              | ADEN               | Reino Unido    | Royal Small Arms Factory                                                                 | Canhão revólver                                    | English Electric Lightning, Hawker Hunter, Saab Draken, SEPECAT Jaguar                             |
| 30×113mmB              | DEFA 550           | França         | Direction des Études et Fabrications d'Armement                                          | Canhão revólver                                    | Dassault Mystere, Mirage series, Étendard series, SEPECAT Jaguar, Fiat G.91, AMX International AMX |
| 30×113mmB              | 30 M 781           | França         | GIAT                                                                                     | Canhão automático                                  | Eurocopter Tiger                                                                                   |
| 30×113mmB              | XM188              | Estados Unidos | General Electric                                                                         | Canhão rotativo                                    | Bell AH-1 Cobra (prototype)                                                                        |
| 30×150mmB              | 30 M 791           | França         | Nexter                                                                                   | Canhão revólver                                    | Dassault Rafale                                                                                    |
| 30×165mm               | GSh-30-1           | Rússia         | Gryazev-Shipunov                                                                         | Canhão de recuo curto                              | Sukhoi Su-27, Sukhoi Su-57, MiG-29                                                                 |
| 30×165mm               | GSh-30-2           | Rússia         | Gryazev-Shipunov                                                                         | Canhão automático duplo                            | Sukhoi Su-25, Mil Mi-24P                                                                           |
| 30×165mm               | GSh-6-30           | Rússia         | Gryazev-Shipunov                                                                         | Canhão rotativo                                    | MiG-27, Kortik CIWS                                                                                |
| 30×165mm               | AK-630             | Rússia         | TsKIB SOO                                                                                | Canhão rotativo                                    | A-213-Vympel-A CIWS                                                                                |
| 30×165mm               | 2A42/2A72          | Rússia         | KBP Instrument Design Bureau                                                             | Canhão automático                                  | BMP series, BMD series, BTR-80, Kurganets-25, T-15 Armata, Mil Mi-28, Kamov Ka-50                  |
| 30×165mm               | 2A38               | Rússia         | KBP Instrument Design Bureau                                                             | Canhão automático duplo antiaéreo                  | 2K22 Tunguska, Pantsir-S                                                                           |
| 30×165mm               | CRN 91             | Índia          | Ordnance Factory Medak                                                                   | Canhão naval leve                                  | Trinkat-class patrol vessel, Kumbhir-class landing ship, Car Nicobar-class fast attack craft       |
| 30×170mm               | HS 831A            | França         | Hispano-Suiza                                                                            | Operado por recuo                                  | AMX-30 DCA                                                                                         |
| 30×170mm               | HS 831L / KCB      | França / Suíça | Hispano-Suiza / Oerlikon                                                                 | Operado por recuo                                  | Falcon Anti-Aircraft System, DS30B rapid-fire ship-protection system                               |
| 30×170mm               | L21A1 RARDEN       | Reino Unido    | Royal Armament Research and Development Establishment/ Royal Small Arms Factory, Enfield | Canhão automático de recuo longo                   | FV721 Fox, FV107 Scimitar, FV510 Warrior                                                           |
| 30×173mm (STANAG 4624) | KCA                | Suíça          | Oerlikon                                                                                 | Canhão revólver                                    | Saab 37 Viggen                                                                                     |
| 30×173mm (STANAG 4624) | GAU-8 Avenger      | Estados Unidos | General Electric                                                                         | Gatling gun                                        | Fairchild Republic A-10 Thunderbolt II, Signaal Goalkeeper CIWS                                    |
| 30×173mm (STANAG 4624) | Mk44 Bushmaster II | Estados Unidos | Alliant Techsystems                                                                      | Canhão automático                                  | KTO Rosomak, CV9030, M1296 Stryker Dragoon, Lockheed AC-130J, Hateruma-class patrol vessel         |
| 30×173mm (STANAG 4624) | Mk30               | Alemanha       | Rheinmetall                                                                              | Canhão automático                                  | Boxer CRV, ASCOD, SPz Puma, 30 mm/82 Compact                                                       |
| 30×173mm (STANAG 4624) | Tipo 730/1130      | China          | 713th Research Institute                                                                 | Gatling gun                                        | Tipo 052C, Tipo 001A, LD-2000                                                                      |
| 30×173mm (STANAG 4624) | EMAK 30            | África do Sul  | Denel Land Systems                                                                       | Canhão automático                                  | Badger                                                                                             |
| 30×173mm (STANAG 4624) | Maadi Griffin      | Estados Unidos | Robert Stewart                                                                           | Rifle anti-material (protótipo)                    | Maadi Griffin                                                                                      |
| 30×173mm (STANAG 4624) | Wotan 30           | Alemanha       | Rheinmetall                                                                              | Canhão automático                                  | Lynx                                                                                               |
| 30×210mmB              | NN-30              | Rússia         | Tulamashzavod                                                                            | Canhão revólver duplo                              | AK-230 light naval gun/CIWS                                                                        |
| 30×210mmCz             | vz.53/59           | Czechoslovakia | Praga Hostivař                                                                           | Canhão automático duplo antiaéreo                  | M53/59 Praga                                                                                       |
| 30×250mm Caseless      | RMK30              | Alemanha       | Mauser                                                                                   | Canhão revólver sem recuo                          | Wiesel AWC (experimental), Eurocopter Tiger UH (experimental)                                      |
| 35×228mm               | 35/1000            | Suíça          | Oerlikon Contraves                                                                       | Canhão revólver                                    | GDM-008 Millennium Gun CIWS, Oerlikon Skyshield/Skyranger                                          |
| 35×228mm               | 35DPG              | África do Sul  | Denel Land Systems                                                                       | Canhão de duplo propósito (CIWS/anti-boat defense) | Valour-class frigate                                                                               |
| 35×228mm               | Bushmaster III     | Estados Unidos | Alliant Techsystems                                                                      | Canhão automático                                  | CV9035                                                                                             |
| 35×228mm               | GDF-001            | Suíça          | Oerlikon Contraves                                                                       | Canhão automático antiaéreo                        | Flakpanzer Gepard, Tipo 87 SPAAG, PZA Loara                                                        |
| 35×228mm               | Wotan 35           | Alemanha       | Rheinmetall                                                                              | Canhão automático                                  | Lynx                                                                                               |
| 37×219mmSR             | T250               | Estados Unidos | Springfield Armory                                                                       | Gatling gun antiaérea                              | T249 Vigilante                                                                                     |